# Свято розалій
«Свято чоток» (нім. Rosenkranzfest) — картина німецького художника Альбрехта Дюрера, написана у 1506 році , нині знаходиться у Національній галереї, у Празі, Чехія. За словами чехословацького мистецтвознавця це «мабуть, найвидатніша картина, яку створив Дюрер».

## Історія
Робота написана  за дорученням  Якоба Фуггера, посередника між імператором Максиміліаном I та папою Юлієм ІІ, коли Альбрехт Дюрер перебував у Венеції.
Контракт було укладено в італійському місті. Відповідно до договору картина повинна бути розміщена у церкві німецької нації у Венеції, Сан-Бартоломео у Ріалто, і повинна бути закінчена до травня 1506 року. Темою було свято Розалій — тема, пов’язана з особливим поклонінням громадян Німеччини у Венеції до Богоматері Розалій.  

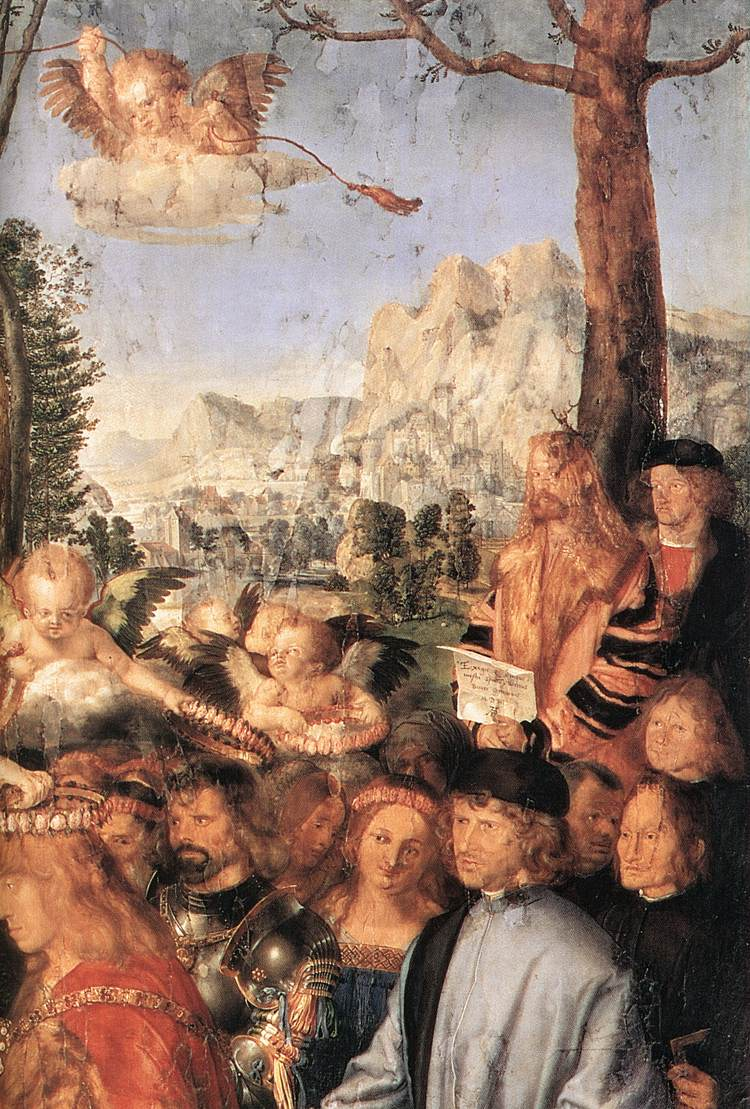
Деталь пейзажу

Однак робота затягнулася до вересня того ж року, коли Дож, Патріарх та інші венеційські дворяни відвідали майстерню Дюрера, щоб побачити закінчену роботу. У пізнішому листі, написаному до сенату Нюрнберга в 1523 році, Дюрер написав, як з цього приводу дож запропонував йому посаду художника республіки, але він відмовився. 
Роботу придбав імператор Рудольф II у 1606 році, і картина була переправлена до Праги. Її було доправлено у монастир, впродовж століть картина зазнала кілька реставрацій, що спричинило пошкодження пофарбованої поверхні. Пізніше картину перенесли до Рудольфінума, а потім до Національної галереї чеської столиці.

## Опис
На картині зображено Богоматір, яка тримає Дитину в центрі, з двома літаючими ангелами, які тримають над нею королівську корону із золота, перлів і дорогоцінних каменів. Це була  Фламандська схема мистецтва, широко поширена в німецькому живописі того часу. Спинка трону вкрита зеленим драпіруванням і балдахін, який  тримають два літаючі херувими. Нижче — ангел, що грає на лютні, очевидне шанування вівтарям Джованні Белліні. Марія зображена в акті роздачі гірлянд троянд двом групам віруючих на колінах, зображених двома симетричними рядами з боків.
Ряд ліворуч очолює папа Юлій II. А за ним — процесія релігійних діячів. Праворуч — німецький імператор Фредерік III (зображений обличчям  сина і покровителя Дюрера, Максиміліана I), увінчаний Марією і подальший хресний хід.  Папа і імператор, що вважався на той час верховними органами католицького світу, раніше скинув  папську тіару та Імператорську корону Священної Римської імперії | імператорської корони, і тепер стає на коліна, щоб отримати благословення Мадонни. Інші ангели роздають вінці квітів, а святий Домінік Гузман (захисник обожнення Марії та Розалію)  стоїть збоку від Богородиці. Біля лівого кордону — патріарх Венеції, Антоніо Соріано, зв'язаними руками, а поруч з ним Буркард фон Шпеєр, потім капелан церкви Сан-Бартоломео, якого також зобразив Дюрер на іншій картині.
Праворуч, поблизу пишного альпійського пейзажу, є автопортрет художника з картушем у руці: тут підпис із коротким написом, Персонажі поруч із живописцем, ймовірно, Леонгард Вілт, засновник Братства Розарію у Венеції, та (чорним кольором) Ієронім Аугсбурзький, архітектор нового Фондако-де-Тедескі.  
Стиль твору нагадує деякі твори Белліні, що відрізняються такою ж тихою монументальною зовнішністю, як, наприклад, Вівтар Сан-Джоббе (1487) або Вівтар Сан-Заккарія (1505), особливо стосовно гітари, на якій грав ангел. 